# Bandera de Bogotà
La bandera de Bogotà va ser adoptada com a símbol de la ciutat en 1952 a través del decret 555 del Districte Especial, la qual es complementa amb l'Escut de Bogotà.
Està conformada per una franja horitzontal groga, que ocupa la meitat superior, i una franja horitzontal vermella, que complementa la part inferior.
El color groc significa justícia, virtut i benignitat; per la seva part el color vermell significa llibertat, salut i caritat.

## Escudo d'armes de la molt noble i molt lleial ciutat de Santa Fe de Bogotá
L'Emperador Carles V, per Reial Cèdula expedida a Valladolid el 3 de desembre de 1548, va atorgar a la ciutat de Santa Fe l'escut d'armes que avui ostenta.
La Cèdula Real diu: "... é per la present fem mercè é volem é manem que agora é d'aquí endavant la dita Província del dit Nou Regne de Granada é cibdades é viles della hagin é tinguin per les seves armes conegudes un escut que enmig de l'hagi una àguila negra rampant sencera, coronada d'or que a cada mà tingui una granada vermella en camp d'or, i per orla uns rams amb granades d'or en camp blau, segons va pintat é figurat... "
L'àguila rampant, que simbolitza la fermesa, està presa de l'escut adoptat el 1.500 per la Reina d'Espanya. Però segons el Padre Pedro Villamar, citat per Ventura Bermúdez Hernández al seu llibre "Símbols de Bogotà", l'àguila, regna de les aus, que sense parpellejar contempla al sol, significa la lleial atenció amb la qual aquesta ciutat mira i retuda atén els raigs del seu sol de justícia.
Per a la nostra Alcaldia Major, les nou granades simbolitzen el valor i la intrepidesa, però per al Padre Villamar són símbol d'amor, l'ardent caritat entre els veïns i per a tots els proïsmes i persones forasteres. Són formes d'interpretar els components d'un escut però, en el fons, expressen els valors d'aquesta ciutat.
El doctor Daniel Ortega Ricaurte, membre de número|nombre de l'Acadèmia Colombiana d'Història, ens informa la qual cosa aquest escut va ser esculpit en pedra i col·locat a molts edificis públics colonials, però donat el crit d'independència, a poc a poc van anar desapareixent a causa dels entusiasmes posteriors al 20 de juliol de 1810.